# Erythrolamprus rochai
Erythrolamprus rochai — вид змій родини полозових (Colubridae). Ендемік Бразилії. Описаний у 2019 році.

## Поширення і екологія
Erythrolamprus rochai відомі з типової місцевості, розташованої в муніципалітеті Серра-ду-Навіу в штаті Амапа. Вони живуть в тропічних лісах.